# Sylvanas Windrunner
Sylvanas Windrunner is een personage uit de computerspelserie Warcraft van Blizzard Entertainment. Ze maakte haar debuut in het strategiespel Warcraft III: Reign of Chaos en is sindsdien uitgegroeid tot een van de meest iconische en complexe figuren in het Warcraft-universum.

## Achtergrond
Oorspronkelijk was Sylvanas de ranger-generaal van Silvermoon, een van de hoogste militaire leiders van de high elves. Tijdens de invasie van Arthas Menethil probeerde zij haar volk te verdedigen, maar werd uiteindelijk verslagen. In een beslissende veldslag, waarbij Silvermoon grotendeels werd verwoest, trok Arthas haar ziel uit haar lichaam en transformeerde haar in een banshee — een geestachtige slaaf in dienst van de Lich King.
In de uitbreiding Warcraft III: The Frozen Throne wist Sylvanas haar vrije wil terug te krijgen. Ze herwon ook haar fysieke vorm en stichtte haar eigen factie: de Forsaken. Als hun leider nam ze de titels Banshee Queen en Dark Lady aan. Met haar nieuwe leger van ondoden zwoer ze wraak op de Lich King en begon ze een eigen strijd tegen de Scourge.
In latere gebeurtenissen, met name in World of Warcraft: Legion en het begin van Battle for Azeroth, klom Sylvanas op tot de rang van Warchief van de Horde. Na de dood van Vol’jin nam zij het leiderschap over, waarmee ze een van de machtigste politieke figuren in Azeroth werd. Vanwege een reeks controversiële beslissingen als leider kwam Sylvanas Windrunner uiteindelijk tegenover haar eigen volk te staan, dat in opstand kwam tegen haar heerschappij. Kort daarna confronteerde ze Bolvar Fordragon — de huidige drager van de helm van de Lich King en vernietigde de helm. Hoewel Bolvar de confrontatie overleefde, bleef de Scourge zonder leider achter. Met het vernietigen van de helm verbrak Sylvanas tevens de sluier tussen Azeroth en de Shadowlands, het rijk van de doden.

## Verschijningen
Sylvanas verscheen voor het eerst in Warcraft III: Reign of Chaos uit 2002. Haar rol werd verder uitgebreid in World of Warcraft, waarin ze een sleutelrol speelde in meerdere uitbreidingen zoals Wrath of the Lich King, Battle for Azeroth en Shadowlands.
In Heroes of the Storm is Sylvanas een speelbaar personage met sterke offensieve vaardigheden, gericht op het uitschakelen van vijandelijke structuren en het manipuleren van gevechten op afstand. Haar vaardigheden weerspiegelen haar status als dodelijke boogschutter en meesteres van de schaduw.
In Hearthstone verscheen ze als een legendarische kaart en werd later toegevoegd als alternatieve hero skin voor de hunter hero Rexar.
In Overwatch 2 verscheen ze tijdens de Overwatch 2 x World of Warcraft crossover event als een legendarische skin voor Widowmaker.